# Lord-Howebrilvogel
De Lord-Howebrilvogel (Zosterops strenuus) is een uitgestorven zangvogel uit de familie Zosteropidae (brilvogels).

## Verspreiding en leefgebied
Deze soort was endemisch op Lord Howe-eiland waar de vogel voor het laatst in 1908 is gezien.